# Evangelische Pauluskirche Bochum

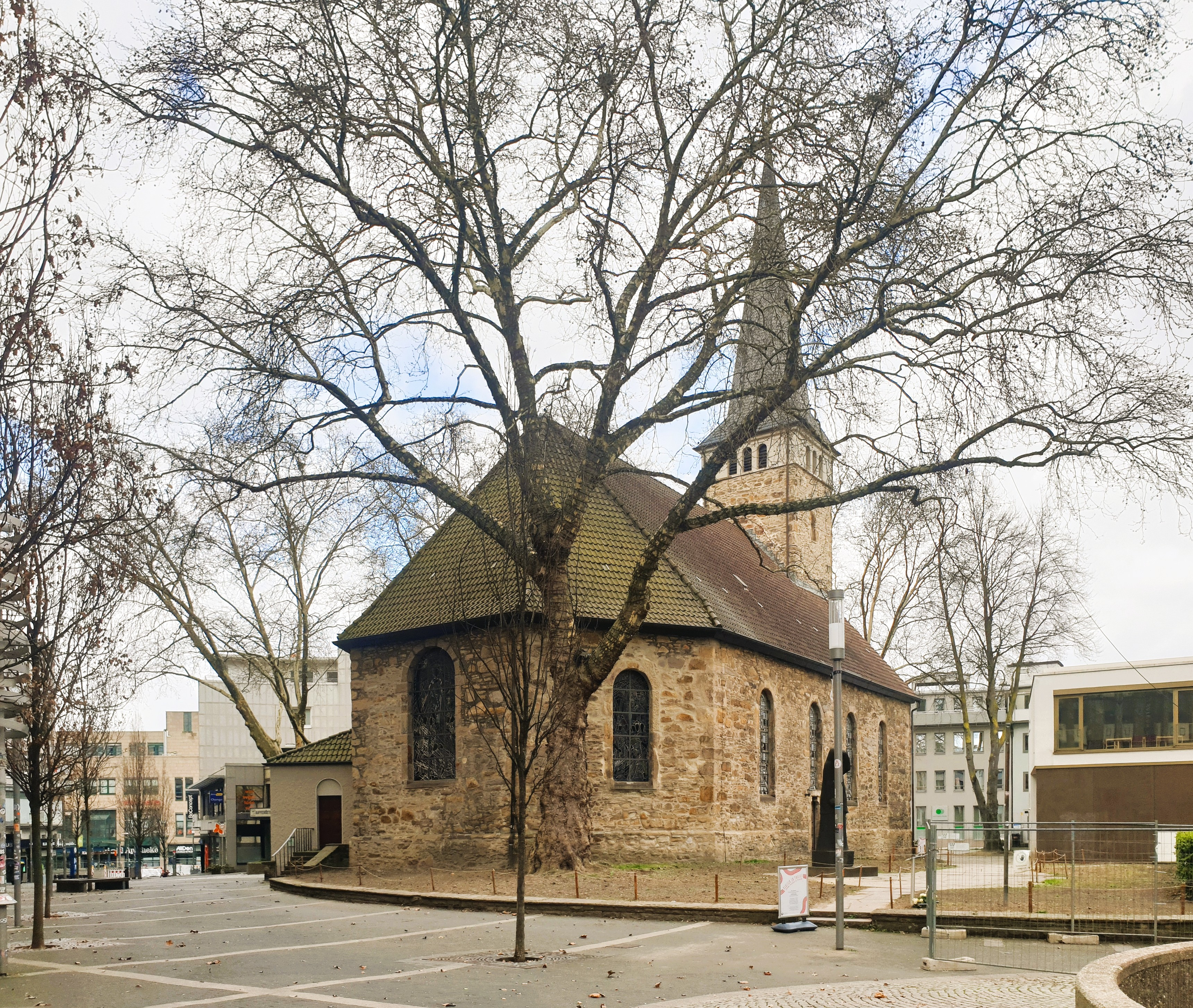
Pauluskirche

Die evangelische Pauluskirche ist das älteste, als protestantisches Gotteshaus gebaute, Kirchengebäude in Bochum.

## Geschichte, Architektur und Ausstattung
Die katholischen und protestantischen Gläubigen hatten sich nach der Reformation lange die einzige Kirche im damaligen Bochum, die heutige katholische Propsteikirche, geteilt. Aufgrund der Armut der Gemeinde wurden Spenden gesammelt, sie kamen teilweise aus Dänemark, Schweden, Kurland und Holland.
Die schlichte Renaissance-Saalkirche aus Bruchstein steht auf einem erhöhten, ehemals zentral gelegenen Platz. Das Gebäude mit dreiseitigem Chorschluss wurde von 1655 bis 1659 errichtet.
Im Zweiten Weltkrieg wurde die Kirche 1943 bei einem Bombenangriff zerstört. Sie wurde von 1949 bis 1950 durch Karl Ernst Prein in vereinfachten Formen wiederhergestellt. Der Turmschaft wurde um eine Glockenstube aufgestockt. Das rustizierte Turmportal mit ionischen Säulen auf hohen Postamenten ist mit 1655 bezeichnet. An der Attika befinden sich ein Wappen und ein Widmungsstein; darüber sind Reste eines spitzbogigen Fensters erhalten. In den Innenraum wurde eine flache Holzdecke eingezogen. Der Chor ist durch eine Dreierarkatur abgetrennt. Die Chorfenster wurden von 1962 bis 1964 von Willy Heyer geschaffen.
Die drei Gussstahlglocken erklingen in es′, ges′ und as′. Die beiden großen Glocken wurden 1898 gegossen, die kleine Glocke wurde 1950 hinzugefügt.
Im Jahr 1989 wurde die Kirche unter Denkmalschutz gestellt (A 091).